# Contea di Gurye
La contea di Gurye (Gurye-gun; 구례군; 求禮郡) è una delle suddivisioni della provincia sudcoreana del Sud Jeolla.